# ГамЭвак-Комби
«ГамЭвак-Комби» — российская комбинированная векторная вакцина для профилактики геморрагической лихорадки Эбола. Разработана Национальным исследовательским центром эпидемиологии и микробиологии имени Н. Ф. Гамалеи.
Условия соблюдения холодовой цепи вакцины — −20 °С, для лиофилизированной формы — +4 °С.

## История
Государственный заказ на изготовление вакцины НИЦЭМ им. Н. Ф. Гамалеи получил в сентябре 2014 года. 28 декабря 2015 года вакцины «ГамЭвак» и «ГамЭвак-Комби» были зарегистрированы на территории России. Официальная презентация вакцины «ГамЭвак-Комби» состоялась в январе 2016 года. 15 февраля того же года состоялась повторная презентация в Женеве в рамках 69-й сессии Генеральной ассамблеи Всемирной организации здравоохранения. Себестоимость вакцины составляет 14 тысяч рублей.

## Состав
Вакцина «ГамЭвак-Комби» в двух компонентах в качестве вектора содержит аденовирус 5-го серотипа (Ad5). Первый компонент содержит рекомбинантные вирусные частицы на основе вируса везикулярного стоматита (VSV-), экспрессирующие ген GP вируса Эбола, второй компонент содержит рекомбинантные псевдоаденовирусные частицы, экспрессирующие ген GP вируса Эбола.

## Испытания

### В России
Испытания I и II фазы проводились в России на обезьянах в лабораторных условиях и на людях в количестве более 100 человек в Инфекционной клинической больнице № 1 и Военно-медицинской академии имени С. М. Кирова. На презентации вакцины «ГамЭвак-Комби» в Женеве разработчики сообщили о 84 добровольцах, участвовавших в испытаниях.
С августа 2016 года по декабрь 2017 года НИЦЭМ им. Н. Ф. Гамалеи было запрошено исследование вакцин «ГамЭвак» и «ГамЭвак-Комби» на 120 добровольцах. Целью исследования являлась оценка состояния поствакцинального иммунитета в различные сроки после вакцинации у лиц, привитых против лихорадки Эбола, определение оптимальной схемы назначения препарата, а также оценка безопасности лекарственного препарата. Запрашиваемая сумма составляла 4,8 млн рублей. В испытаниях приняли участие мужчины и женщины с 18 до 60 лет.
С марта по декабрь 2018 года планировалось двойное слепое рандомизированное плацебо-контролируемое исследование безопасности и иммуногенности лиофилизированной вакцины «ГамЭвак-Лио». Конкурс на сумму 33 млн рублей предполагал испытания на 150 добровольцах. Минимальная температура для «ГамЭвак-Лио» составляла +4°. 17 апреля 2020 года «ГамЭвак-Лио» был зарегистрирован на территории России.

### В Гвинее
С 3 августа 2017 года по 31 июля 2020 года было проведено двойное слепое рандомизированное плацебо-контролируемое исследование вакцины «ГамЭвак-Комби» в провинции Киндия, Гвинея. Испытания проводились в Научном клинико-диагностическом центре эпидемиологии и микробиологии, построенном компанией «Русал» за более чем 10 млн долларов. В испытании приняли участие 2000 добровольцев: 1900 из них были введены два компонента вакцины с промежутком в 21 день, 100 добровольцев получили плацебо с таким же промежутком.

### Результаты
Результаты I и II фазы испытаний вакцины «ГамЭвак-Комби» были опубликованы в научном журнале Human Vaccines & Immunotherapeutics 6 июня 2016 года. Результаты III фазы опубликованы не были. В настоящее время вакцина не одобрена ВОЗ и зарегистрирована только на территории России.

## Критика
Ассоциация организаций клинических исследований раскритиковала разработчиков вакцин от лихорадки Эбола из НИЦЭМ им. Н. Ф. Гамалеи за отсутствие данных I и II фазы клинических исследований и преждевременную регистрацию. В ассоциации указали на публикацию разрешения на исследование задним числом под порядковым номером несостоявшихся исследований других препаратов.